# Рузматова, Адалат
Адалат Рузматова — советский хозяйственный и государственный деятель, Герой Социалистического Труда.

## Биография
Родилась в 1934 году в Беговатском районе Ташкентской области. Член КПСС.
В 1950—1991 — колхозница, звеньевая, бригадир хлопководческого звена колхоза имени Ленина Бекабадского района Ташкентской области Узбекской ССР.
Указом Президиума Верховного Совета СССР от 26 февраля 1981 года присвоено звание Героя Социалистического Труда с вручением ордена Ленина и золотой медали «Серп и Молот».
Делегат XXVI съезда КПСС.
Жила в Узбекистане.

## Награды и звания
- Герой Социалистического Труда (26.02.1981)
- Орден Ленина (01.03.1965, 26.02.1981)
- Орден Октябрьской Революции (25.12.1976)